# 颜龙安
颜龙安（1937年9月16日—），江西萍乡人，中国作物遗传育种专家。1962年毕业于江西农学院。2007年当选为中国工程院院士。